# リュクサンブール美術館
リュクサンブール美術館（リュクサンブールびじゅつかん、Musée du Luxembourg）は、フランス・パリ6区にある美術館。

## 歴史
1750年、リュクサンブール宮殿の東棟内に設置された。当初は、ルーベンス、レオナルド・ダ・ヴィンチ、ラファエロ、ヴェロネーゼ、ティツィアーノ、プッサン、ヴァン・ダイク、レンブラントといった王室コレクションを展示していた。しかし、これらの作品は、ルーヴル美術館に移管され、1818年、リュクサンブール美術館は、生存する芸術家のための美術館（近代美術館）として指定された。ダヴィッド、アングル、ドラクロワといった画家の作品が展示された。
元老院がリュクサンブール宮殿と庭園の管理をすることになり、1884年から1886年にかけて、現在の建物を建築した。
1894年に亡くなったギュスターヴ・カイユボットが、印象派の仲間であるカミーユ・ピサロ、エドゥアール・マネ、ポール・セザンヌ、クロード・モネ、ピエール＝オーギュスト・ルノワールらの作品を、政府に遺贈した時、政府側は受取りに難色を示し、議論を呼んだが、最終的に受け入れられたコレクションは、リュクサンブール美術館に展示された。これらは、現在はオルセー美術館に移っている。
1937年、国立近現代美術館が建設されると、リュクサンブール美術館は閉館した。1979年、再び公開され、文化省が、フランスの地域の遺産や各州の美術館のコレクションを取り上げた展覧会に使用した。2000年、元老院が再びリュクサンブール美術館の管理を行うこととなった。
以後、ボッティチェッリ、ラファエロ、ティツィアーノ、ジュゼッペ・アルチンボルド、ヴェロネーゼ、ポール・ゴーギャン、アンリ・マティス、モーリス・ド・ヴラマンク、アメデオ・モディリアーニといった画家の名品を取り上げた展覧会を企画してきた。
2010年、元老院は、リュクサンブール美術館の運営を国立美術館協会 (Réunion des Musées Nationaux) に委託した。

## 現在
毎年、40件近くの美術展を企画・開催している。